# Strike Fleet
Strike Fleet ist ein Computerspiel des Genres Strategie-Simulationsspiel aus dem Jahr 1987 der Firma Electronic Arts, das für den Commodore 64, Amiga, Apple II, Atari ST und MS-DOS von LucasArts veröffentlicht wurde.

## Spielinhalt
Das Spiel umfasst zehn Missionen, die zum Teil auch als Kampagne gespielt werden können. So können die Missionen einzeln in frei gewählter Reihenfolge absolviert werden oder nach Vorgabe des Programmes.
Zu Beginn einer jeden Mission muss man seine Flotte zusammenstellen. Die Schiffsauswahl ist besonders bei den beiden Missionen mit Schiffen der Royal Navy begrenzt. Aber auch bei den Missionen mit der US Navy stehen nicht immer alle im Spiel vorkommenden amerikanischen Schiffsklassen zur Verfügung. In jeder Schiffsklasse können verschiedene Schiffe ausgewählt werden. Die Schiffsnamen entsprechen denen der tatsächlich in der jeweiligen Marine vorhandenen. Bei der Zusammenstellung des eigenen Verbandes müssen alle möglichen Gefahren bedacht werden. Der Spieler hat die Aufgabe Kurse festzulegen, Gefahren aufzuklären und angemessen zu reagieren. Um das Spiel zu gewinnen, müssen alle Missionsziele erreicht werden.

## Die Missionen

### Stark Realities
In dieser Mission ist man nur für die US-amerikanische Fregatte Stark verantwortlich. Die Mission ist zeitlich während des Ersten Golfkriegs eingeordnet und versucht die Situation im Persischen Golf am 17. Mai 1987 wiederzugeben, als irakische Kampfjets die Fregatte angriffen. Aufgabe des Spielers ist es, alle neutralen Schiffe und sich selbst gegen Angriffe zu verteidigen. Da diese Mission keinen offensiven Charakter hat, muss erst auf einen Angriff gewartet werden.

### The Enemy Below
Diese Mission ist zeitlich dem Falklandkrieg zuzuordnen. Der Spieler befehligt zwei britische Fregatten, die im Rahmen einer U-Abwehrmission eigene Kräfte nahe Port Stanley auf Ostfalkland schützen sollen. Der Verband wurde am 1. Mai 1982 erfolglos vom argentinischen U-Boot San Luis, einem Boot des deutschen Typs 209/1200 angegriffen. Aufgabe des Spielers ist es, die operierenden argentinischen U-Boote zu finden und zu versenken. Bei letzterem sind die Bordhubschrauber sehr nützlich.

### The Road to Kuwait
Dies ist die zweite Mission, die zeitlich dem Ersten Golfkrieg zuzuordnen ist. Diesmal, wieder als amerikanischer Kommandeur, führt man einen schon etwas stärkeren Verband. Aufgabe ist es, drei umgeflaggte kuwaitische Tanker aus dem Persischen Golf zu geleiten. Mit Angriffen von Flugzeugen und Überwassereinheiten muss gerechnet werden. Besonders in der an den Iran grenzenden Straße von Hormus droht Gefahr. Nach dem Passieren der Straße von Hormus werden die Tanker in das sichere Arabische Meer entlassen.

### Falklands Defence
Zurück zu den Falkland-Inseln. Der Spieler übernimmt wieder einen britischen Verband aus zwei Schiffen. Historischer Hintergrund ist der argentinische Luftangriff, der zur Versenkung des britischen Zerstörers Sheffield führte. Aufgabe des Spielers ist es, mit seinem Verband drei argentinische Fregatten auszuschalten, die den argentinischen Hauptverband unterstützen. Dies ist die letzte britische Mission.

### Dire Straits
Erneut wendet man sich dem Persischen Golf zu. Nachdem man Tanker herausgeleitet hat, müssen nun welche hineingeleitet werden. Neben der Enge in der Straße von Hormus muss mit Angriffen durch Schnellboote und landgestützte Boden-Boden-Raketen gerechnet werden. Auch Luftangriffe sind nicht auszuschließen. Die Rahmenbedingungen sind dieses Mal anders. Die Mission hat einen offensiveren Charakter, weshalb man nicht mehr auf einen Angriff warten muss.

### Atlantic Cork
Der Dritte Weltkrieg ist ausgebrochen. Der Gegner ist nun die sowjetische Marine. Ein sowjetischer Überwasserverband und mehrere U-Boote versuchen zwischen Grönland, Island und Schottland in den offenen Atlantik auszubrechen. Dort stellen sie eine große Gefahr für den Schiffsverkehr zwischen den europäischen und nordamerikanischen NATO-Staaten dar. Zwei P3-Orion-Seeaufklärer operieren von Island aus zur Unterstützung des Kampfverbandes des Spielers. Nordöstlich der Startposition haben Satelliten einen großen Überwasserverband aufgenommen. Das stationäre Sonar-Aufklärungssystem SOSUS bestätigt die Anwesenheit sowjetischer Angriffs-U-Boote verschiedener Klassen im Operationsgebiet. Zusätzlich konnten Satelliten Bilder von sowjetischen Backfire-Bombern machen, die gerade mit AS-6-Kingfish-Luft-Boden-Raketen beladen werden.

### Surprise Invasion
Die zweite Mission im Rahmen des Dritten Weltkriegs findet ebenfalls in den Gewässern des Europäischen Nordmeeres statt. Diesmal jedoch weiter nördlich an der Küste Norwegens. Eine sowjetische Invasionsflotte läuft auf Trondheim zu. Die kleine Task Force des Spielers ist das einzige, was zur Abwehr der Anlandung eingesetzt werden kann. Zwischen dem Verband des Spielers und den Landungsschiffen steht ein sowjetischer Überwasserkampfverband. Zudem ist es wahrscheinlich, dass U-Boote und Bomber in das Geschehen eingreifen.

### Escape to New York
In der dritten Mission im Rahmen des Dritten Weltkriegs soll der Spieler mit seinem Verband von Europa aus die nordamerikanische Ostküste anlaufen. Insbesondere die im Atlantik operierenden sowjetischen U-Boote stellen ein Problem dar. Aber auch die Überwassereinheiten und Bomber dürfen nicht unterschätzt werden.

### Wolfpack
In der vierten Mission des Dritten Weltkriegs muss der Spieler mit seiner Task Force Geleitschutz geben. Eskortiert werden Schiffe, die Verstärkung für den amerikanischen Stützpunkt nach Island bringen. Dazu müssen die Schiffe bis auf einige Meilen an die Küste Islands herangebracht werden. Westlich der Startposition haben Satelliten aber schon einen großen sowjetischen Überwasserverband aufgenommen.

### Mopping Up
Die letzte Mission. Das Ende des Krieges ist in Sicht und ein Sieg sicher, wenn nur verhindert wird, dass die sowjetische Marine ihre überlebenden Einheiten zurück in ihre nördlichen Häfen bekommt. Dies ist eine reine „Suchen-und-Vernichten“-Mission.

## Vom Spieler steuerbare Einheiten

### Amerikanische Einheiten
- Arleigh-Burke-Klasse Lenkwaffenzerstörer, 4 Einheiten
- Belknap-Klasse Lenkwaffenkreuzer, 4 Einheiten
- Kidd-Klasse Lenkwaffenzerstörer, 4 Einheiten
- Oliver-Hazard-Perry-Klasse Lenkwaffenfregatten, 12 Einheiten
- Pegasus-Klasse Tragflügelschnellboote, 4 Einheiten
- Spruance-Klasse Zerstörer, 8 Einheiten
- Ticonderoga-Klasse Lenkwaffenkreuzer, 8 Einheiten
- Kaman SH-2 Seasprite LAMPS I U-Jagd-Hubschrauber

### Britische Einheiten
- Broadsword-Klasse Fregatten, 4 Einheiten
- Sheffield-Klasse Zerstörer, 4 Einheiten
- Westland Lynx U-Jagd-Hubschrauber

## Computergesteuerte Einheiten

### Amerikanische Einheiten
- Lockheed P-3C Orion Seeaufklärer

### Argentinische Einheiten
- A69-Class-Fregatten (Typ franz. D'Estienne-d'Orves-Klasse), 3 Einheiten
- Guppy-II-Klasse Jagd-U-Boot, 1 Einheit
- Salta-Klasse Jagd-U-Boot, 2 Einheiten
- Dassault Super Etendard Jagdbomber

### Irakische Einheiten
- Dassault Mirage F1C Jagdbomber

### Iranische Einheiten
- Light Patrol Craft
- Saam-Klasse-Fregatte (Typ brit. Vosper-Mk.5-Klasse)

### Sowjetische Einheiten
- Alfa-Klasse Jagd-U-Boot
- Kashin-Klasse Zerstörer, 20 Einheiten
- Kirow-Klasse Schlachtkreuzer, 2 Einheiten
- Kriwak-I-Klasse Lenkwaffenfregatte, 40 Einheiten
- Kynda-Klasse Lenkwaffenkreuzer, 5 Einheiten
- November-Klasse Jagd-U-Boot, 12 Einheiten
- Polnocny-Klasse Landungsschiff
- Ropucha-Klasse Landungsschiff
- Slawa-Klasse Lenkwaffenkreuzer
- Victor-III-Klasse Jagd-U-Boot
- Tupolev Tu-22M Backfire Bomber